# Zazid
Zazid este o localitate din comuna Koper, Slovenia, cu o populație de 73 de locuitori.